# Kurt Freund
Kurt Freund (ur. 17 stycznia 1914, zm. 23 października 1996) – czeski seksuolog, twórca pletyzmografu prąciowego.
Urodzony w Chrudimie absolwent Uniwersytetu Karola.
Podczas swojego zaangażowania w prowadzenie terapii awersyjnej dla homoseksualistów Freund zebrał dane pozwalające mu stwierdzić nieefektywność tej metody oraz że nawet po takim „leczeniu” i wejściu w heteroseksualne związki jego pacjenci wciąż wykazywali większe pobudzenie seksualne na widok zdjęć mężczyzn niż kobiet. Oponował również wobec psychoanalitycznej teorii, że genezą męskiego homoseksualizmu jest lęk przed kobietami. W oparciu o te dane postulował dekryminalizację homoseksualizmu w Czechosłowacji (co ostatecznie stało się w 1961) i zakończenie terapii awersyjnych. Jego działania, we współpracy z seksuologiem Rudolfem Klimmerem, pozwoliły na dekryminalizację homoseksualizmu w NRD w 1968 r.
Freund był zwolennikiem genezy genetycznej homoseksualizmu, podpierając swoje stanowisko o przebadane przypadki bliźniaków, które prawie zawsze wykazywały tę samą orientację
Wyemigrował do Kanady podczas praskiej wiosny w 1968 roku.
W 1994 roku zdiagnozowano u niego raka. W związku z wynikającym z tego stanu pogorszeniem się zdrowia, w 1996 roku Freund popełnił samobójstwo wypijając miksturę złożoną z środków zwiotczających, leków nasennych i wina. Jego ciało skremowano, a popiół rozsypano przed dwoma miejscami jego pracy – Clarke Institute w Toronto i Szpitalem Psychiatrycznym Bohnice w Pradze.